# Tukik
Tukik es el dios inuit de la luna, quien según ellos es masculino y no femenino, como lo es en la cultura occidental.

## Leyenda
Cuenta  la leyenda que tiempo atrás, en un pequeño pueblo habitaba una familia compuesta por un padre, un hijo (Tunik) y una hija (Saranik). Se dice que con el tiempo, el hermano se enamoró de su hermana y empezó a obsesionarse con ella. Tanta fue su obsesión que un día decidió contárselo y ante su rechazo empezó a acosarla y a presionarla. Ésta, ante la presión, decidió huir convirtiéndose en sol mientras que el hermano se convirtió en luna y se dispuso a perseguirla. Dicha persecución es eterna, y solamente en tiempos de eclipse los inuit creen que el hermano ha logrado atrapar a la hermana, pero ésta rápidamente consigue escapar y reanudar la huida.
Los inuit creen que Tukik es capaz de dejar embarazada a toda mujer que esté sola trabajando hasta tarde en una noche de luna llena, por lo que en días de plenilunio, las mujeres evitan estar hasta tarde a menos que quieran quedar embarazadas.